# Esqueleto humano

Diagrama geral do esqueleto humano

O esqueleto humano é uma das estruturas internas do corpo humano. É formado pelos ossos e tem como função principal proteger determinados órgãos vitais como o encéfalo, que é protegido pelo crânio, e também os pulmões e o coração, que são protegidos pelas costelas e pelo esterno, e servem também para armazenar gordura e minerais, ajudar com os movimentos do corpo e sustentar o organismo. Os ossos também armazenam células sanguíneas.
Ele constitui-se de peças ósseas (ao todo 206 ossos no indivíduo adulto) e cartilaginosas articuladas, que formam um sistema de alavancas movimentadas pelos músculos em conjunto com os tendões.
O esqueleto humano pode ser dividido em duas partes:
- Esqueleto axial: formado pela caixa craniana, coluna vertebral e caixa torácica.
- Esqueleto apendicular: compreende a cintura escapular, formada pelas escápulas e clavículas; cintura pélvica, formada pelos ossos ilíacos (da bacia) e o esqueleto dos membros (superiores ou anteriores e inferiores ou posteriores).

Os ossos do corpo humano variam de formato e tamanho, sendo o maior deles o fémur, que fica na coxa, e o menor o estribo que fica dentro do ouvido médio.
É nos ossos que se prendem os músculos, por intermédio dos tendões.
O esqueleto feminino difere um pouco do masculino, uma vez que o formato da pélvis favorece o parto. É mais ampla e mais larga do que a pélvis masculina para proporcionar um ambiente confortável para o desenvolvimento do feto.
Fazem parte também do esqueleto humano, além dos ossos, os tendões, ligamentos e as cartilagens. Os ossos começam a se formar a partir do segundo mês da vida intra-uterina. Ao nascer, a criança já apresenta um esqueleto bastante ossificado, mas as extremidades de diversos ossos ainda mantêm regiões cartilaginosas que permitem o crescimento. Entre os 18 e 20 anos, essas regiões cartilaginosas se ossificam e o crescimento cessa. Nos adultos, há cartilagens em locais onde a flexibilidade é importante (na ponta do nariz, orelha, laringe, parede da traquéia e extremidades dos ossos que se articulam).
Funções em geral dos ossos incluem sustentação do corpo, locomoção, proteção dos órgãos vitais (como o coração, pulmão e encéfalo), produção de células sanguíneas e reserva de cálcio.

## Divisões

### Esqueleto axial
O esqueleto axial consiste de 80 ossos na cabeça e tronco do corpo humano. Ele é composto por três partes: a coluna vertebral, a caixa torácica e a caixa craniana. O esqueleto axial também é caracterizado pela função de sustentação do corpo.

### Esqueleto apendicular
O esqueleto apendicular compreende a cintura escapular, a cintura pélvica e o esqueleto dos membros (superiores ou anteriores e inferiores ou posteriores). A estrutura formada pelo esqueleto apendicular auxilia na sustentação e na movimentação do corpo.

## Tipos de ossos do corpo humano
- Ossos longos: são os ossos mais longos, de uma forma diferente dos outros, por isso ele tem a função de proteger os órgãos vitais sobre a largura e a espessura. As extremidades são chamadas de epífises: falange proximal (mais próximo do cingulo)e distal, o corpo do osso é chamado diáfise. Ex: fêmur, tíbia, rádio, ulna bacia.
- Ossos curtos: têm equivalência em todas as suas dimensões. Ex: ossos do carpo e ossos do tarso.
- Ossos sesamoides: todo o osso que se desenvolve no interior de alguns tendões.
- Ossos laminares: (que faz cair em desuso o termo plano): têm o comprimento e a largura maior que a espessura. Ex: escápula, ilíaco, costelas, etc.
- Ossos irregulares: não têm equivalência em nenhuma de suas dimensões. Ex: vértebras, sacro, etc.
- Ossos pneumáticos: ossos irregulares localizados no crânio e que apresentam cavidades que contem ar. Ex: frontal, esfenóide, maxilar, etc.

## Desenvolvimento do esqueleto humano
O esqueleto de um bebê tem cerca de 270 ossos, os quais diminuem para 206 quando o indivíduo atinge a idade adulta, uma vez que alguns ossos se fundem. Os bebês nascem com estruturas entre alguns ossos do crânio, chamadas fontanelas, popularmente chamadas "moleiras". São estruturas frágeis que com o passar dos anos tendem a desaparecer. Existem para permitir a passagem do bebê pelo canal vaginal no parto e crescimento do encéfalo.